# Котово-Спасское
Котово-Спасское — утраченная усадьба князей Юсуповых. До наших дней сохранилась только Спасская церковь, построенная в 1684 году.

## История
До второй половины XVII века деревня назвалась, по одной версии, Котово-Курлыково, по другой — просто Курлыково и на начало века была вотчиной Ивана Васильевича Щелкалова, сына думного дьяка Василия Щелкалова. В 1617 году Щелкалов продал деревню боярину Юрию Яншеевичу Сулешову (из крымских беев Яшлавских). Юрий Яншеевич дал деревню дочери Анне в качестве приданого, вышедшей за Прокофия Фёдоровича Ловчикова.
С 1676 года Котово-Курлыковым владел Иван Борисович Репнин, при которм, в 1684 году, была построена нынешняя каменная церковь Спаса Нерукотворного Образа с приделом преподобного Андрея Критского. После постройки церкви Котово стало именоваться селом Котовым-Спасским или просто Спасским. После смерти князя И. Б. Репнина хозяином вотчины стал его средний сын Аникита Иванович, с 1724 года генерал-фельдмаршал и сенатор. После него село унаследовал сын Василию. После смети Василия Аникитича в 1748 году его племянники Пётр Иванович и Сергей Иванович продали село князю Григорию Дмитриевичу Юсупову Княжёву.
В конце XVIII — начале XIX века владельцем был князь Н. Б. Юсупов. После смертиего дочери Анны (в замужестве Протасовой), похороненной в Спасском храме, усадебная церковь стала родовой усыпальницей Юсуповых. Тогда же, при Николае Борисовиче, происходил расцвет усадьбы: была создана регулярная планировка с «прешпектовыми» аллеями, оранжереями, регулярными садами, 4-мя копаными прудами. В селе был построен кирпичный завод.

В 1912 году в имении побывал Феликс Юсупов, записавший свои впечатления
На пригорке близ елового бора стоял дворец с колоннадой. Казалось, он прекрасно вписывается в пейзаж. Но как только я приблизился, то пришел в ужас: все сплошь — развалины! …Я прошелся по анфиладе. Залы один другого прекрасней, а куски колонн лежат на полу, как отрубленные руки<…> Ветер гулял по залам, гудел у толстых стен, вызывая из развалин эхо. Он был тут как дома. Мне стало не по себе. Филины на балках таращились на меня круглыми глазами и словно говорили: "Смотри, что стало с домом предков твоих!
Барский дом стоял до 1922 года, вскоре его разобрали.